# Volturno
Le Volturno (Volturne en français) est un fleuve du Sud de l'Italie, d'une longueur d'environ 175 km.

## Géographie
Le Volturno prend sa source en Molise, à proximité de Rocchetta a Volturno, dans les Apennins, près du parc national des Abruzzes, Latium et Molise. Il s'écoule ensuite dans la Campanie, en traversant les provinces de Bénévent et Caserte. Sur son cours se trouve notamment la ville de Capoue.

## Histoire
Le Volturno, décrit par des auteurs comme Stace, Claudien, Bartolomeo Facio en raison de la vitesse de ses eaux lorsqu'il est plein, a été appelé le « Volturnux Rapax » ou « Vulturne celer ». C'est précisément à cause de cette caractéristique que, dès la Rome antique, des digues ont été construites. L'empereur Domitien en construisit, de sorte que « le Volturno vagabond et dédaigneux ne sorte pas de son propre lit, et soit contraint dans son parcours rectiligne ce qui interdit à ses gonflements et à son flux d'inonder les campagnes voisines ».
Le Volturno a connu plusieurs batailles qui portent son nom :
- bataille du Volturno (554) : victoire  de l'empire byzantin sur les Alamans et les Francs ;
- bataille du Volturno (1860) : victoire des Garibaldiens sur les Napolitains pendant le Risorgimento.

Pendant la Seconde Guerre mondiale, il est le théâtre d'affrontements entre des unités de chars américaines et des troupes allemandes qui prennent, par la suite, position sur la ligne Gustave.